# Corée aux Jeux olympiques d'hiver de 2018
La Corée participe aux Jeux olympiques d'hiver de 2018 à Pyeongchang en Corée du Sud du 9 au 25 février 2018. Il s'agit de sa première participation à des Jeux d'hiver en tant qu'équipe unifiée.
Cette équipe n'est toutefois unifiée que pour le défilé des cérémonies et pour une seule épreuve : le tournoi féminin de hockey sur glace. Dans ces deux cas, le drapeau de l'unification coréenne est utilisé pour les identifier. Dans toutes les autres épreuves, la Corée du Sud et la Corée du Nord évoluent de façon séparée sous leur propre drapeau national.

## Participation
Aux Jeux olympiques d'hiver de 2018, les athlètes de l'équipe de Corée participent aux épreuves suivantes :
| Sport            | Hommes | Femmes                               | Total |
| ---------------- | ------ | ------------------------------------ | ----- |
| Hockey sur glace | 0      | Corée du Sud : 23 Corée du Nord : 12 | 35    |
| Total            | 0      | 35                                   | 35    |